# تششمة سرد
تششمة سرد هي قرية في مقاطعة سميرم، إيران. عدد سكان هذه القرية هو 169 في سنة 2006.